# خضرلو (عجب شير)
خضرلو (عجب‌شير) (بالفارسية: خضرلو) هي قرية تقع في إيران في أذربيجان الشرقية. يقدر عدد سكانها بـ 3,746 نسمة .